# Devin Shore
Devin Shore (* 19. Juli 1994 in Ajax, Ontario) ist ein kanadischer Eishockeyspieler, der seit Juli 2024 bei den Minnesota Wild aus der National Hockey League (NHL) unter Vertrag steht und parallel für deren Farmteam, die Iowa Wild, in der American Hockey League (AHL) zum Einsatz kommt. Zuvor war Shore bereits für die Dallas Stars,  Anaheim Ducks, Columbus Blue Jackets, Edmonton Oilers und Seattle Kraken in der NHL aktiv.

## Karriere
Devin Shore spielte in seiner Jugend für die Ajax/Pickering Raiders in seinem Heimatort Ajax, ehe er ab 2010 The Hill Academy in Vaughan besuchte und ein Jahr für das Eishockey-Team der Schule in der regionalen High-School-Liga spielte. Nach einem Jahr bei den Whitby Fury aus der Ontario Junior Hockey League (OJHL), in dem er in 41 Spielen auf 58 Scorerpunkte kam, wurde er im NHL Entry Draft 2012 an 61. Position von den Dallas Stars ausgewählt. Im Anschluss entschloss sich der Kanadier, sich an der University of Maine einzuschreiben und somit nicht in die höherklassige Ontario Hockey League zu wechseln, deren Barrie Colts ihn 2010 im Draft ausgewählt hatten. Mit Beginn der Saison 2012/13 nahm der Angreifer mit den Black Bears der University of Maine am Spielbetrieb der National Collegiate Athletic Association (NCAA) in der Conference Hockey East teil. In der Spielzeit 2013/14 kam er dabei auf eine persönliche Bestleistung von 14 Toren und 29 Vorlagen in 35 Spielen, sodass er ins First All-Star Team der Hockey East gewählt wurde. Nach einem weiteren Jahr in Maine, in dem Shore die Black Bears als Mannschaftskapitän angeführt hatte und ins Hockey East Second All-Star Team berufen wurde, statteten ihn die Dallas Stars im März 2015 mit einem Einstiegsvertrag aus.
Direkt im Anschluss wechselte Shore in die Organisation der Dallas Stars, die ihn bis zum Saisonende bei ihrem Farmteam, den Texas Stars, in der American Hockey League (AHL) einsetzten. Dort begann er auch die folgende Saison 2015/16, in der er in der AHL überzeugen konnte und daher im November erstmals ins NHL-Aufgebot der Stars berufen wurde, wo er wenig später in der National Hockey League (NHL) debütierte. Nach drei NHL-Einsätzen kehrte er in die AHL zurück, wo er sich allerdings Mitte Dezember nach einem Check von Gegenspieler Ryan Murphy schwer an der Schulter verletzte, operiert werden musste und bis zum Saisonende ausfiel; er beendete die AHL-Saison mit 26 Punkten in 23 Spielen.
Im Rahmen der Vorbereitung auf die Spielzeit 2016/17 etablierte sich Shore im NHL-Aufgebot der Dallas Stars und kam dort fortan regelmäßig zum Einsatz. Im Januar 2019 wurde er an die Anaheim Ducks abgegeben, während im Gegenzug Andrew Cogliano nach Dallas wechselte. In Anaheim war Shore etwas mehr als ein Jahr aktiv, bis er zur Trade Deadline im Februar 2020 im Tausch für Sonny Milano an die Columbus Blue Jackets abgegeben wurde. Dort beendete er die Saison und erhielt anschließend keinen weiterführenden Vertrag. Im Dezember 2020 schloss er sich auf Probe (professional tryout contract) den Edmonton Oilers an, was im Januar 2021 in einem festen Engagement mündete. Im September 2023 wechselte er dann, abermals als Free Agent, zu den Seattle Kraken, ebenso wie im Juli 2024 zu den Minnesota Wild.

## Erfolge und Auszeichnungen
- 2014 Hockey East First All-Star Team
- 2015 Hockey East Second All-Star Team

## Karrierestatistik
Stand: Ende der Saison 2024/25
(Legende zur Spielerstatistik: Sp oder GP = absolvierte Spiele; T oder G = erzielte Tore; V oder A = erzielte Assists; Pkt oder Pts = erzielte Scorerpunkte; SM oder PIM = erhaltene Strafminuten; +/− = Plus/Minus-Bilanz; PP = erzielte Überzahltore; SH = erzielte Unterzahltore; GW = erzielte Siegtore; 1 Play-downs/Relegation; Kursiv: Statistik nicht vollständig)